# Хацусэ (броненосец)
«Хацусэ» (яп. 初瀬, также используются транскрипции «Хатсусе», «Хацусе», дословно переводится как "быстрое, стремительное течение") — эскадренный броненосец Японского императорского флота (однотипный с «Сикисимой»), погибший в Русско-японской войне. Назван в честь древней столицы Японии Хацусэ (сейчас город Хасэ в префектуре Нара).

## История службы
Аналогично «Сикисиме», имел модернизированную по сравнению с предшественниками («Фудзи» и «Ясимой») конструкцию.
Принимал участие в Русско-Японской войне. С конца апреля нёс блокадную службу и регулярное дежурство в 10—11 милях от Порт-Артура, причём проходя всегда одним и тем же маршрутом. 2(15) мая вместе с броненосцем «Ясима» около 10 часов утра подорвался на минах, поставленных накануне минным заградителем «Амур». Команда пыталась спасти корабль, но в 11 часов 33 минуты корабль вторично подорвался на мине и очень быстро затонул. При гибели корабля погибли 493 офицера и матроса. Японцы сочли этот случай за атаку подводной лодки. Это событие дало превосходство русским в количестве броненосцев, которым они, однако, не смогли воспользоваться во время сражения в Жёлтом море.

## Командиры корабля
- капитан 1-го ранга Уемура Нагатака (Uemura, Nagataka) — с 23 марта 1899 года по 15 апреля 1901 года[4].
- капитан 1-го ранга Симамура Хаяо (Shimamura, Hayao) — c 18 июля 1902 года по 27 октября 1903 года[5].
- капитан 1-го ранга Накао Юи (Nakao, Yu) — с 27 октября 1903 года по 24 мая 1905 года[6].